# Starzyno (gromada w powiecie puckim)
Starzyno – dawna gromada, czyli najmniejsza jednostka podziału terytorialnego Polskiej Rzeczypospolitej Ludowej w latach 1954–1972.
Gromady, z gromadzkimi radami narodowymi (GRN) jako organami władzy najniższego stopnia na wsi, funkcjonowały od reformy reorganizującej administrację wiejską przeprowadzonej jesienią 1954 do momentu ich zniesienia z dniem 1 stycznia 1973, tym samym wypierając organizację gminną w latach 1954–1972.
Gromadę Starzyno z siedzibą GRN w Starzynie utworzono – jako jedną z 8759 gromad na obszarze Polski – w powiecie wejherowskim w woj. gdańskim na mocy uchwały nr 26/III/54 WRN w Gdańsku z dnia 5 października 1954. W skład jednostki weszły obszary dotychczasowych gromad Starzyno i Werblinia oraz niektóre parcele (Nr Nr: 7, 9, 48/10, 48/11, 49/6, 50/12, 53/8 i 54/8 z obrębu Darżlubie-Las z karty mapy 6) z dotychczasowej gromady Mechowa – ze zniesionej gminy Puck, obszar dotychczasowej gromady Starzyński Dwór (bez obszaru parcel  Nr Nr 59-66, częściowo 67 i częściowo 68 z obrębu Starzyński Dwór, karta mapy 2; i bez parcel Nr Nr 1–11i 157 z karty mapy 3) – ze zniesionej gminy Strzelno, a także obszar dotychczasowej gromady Parszkowo oraz miejscowość Połchówko (bez obszaru obrębu kat. Połchówko, karta mapy 1, parcele kat. Nr Nr: 27, 28, 29, 49, 50, 51, 52, 53, 55, 56, częściowo 66, 68, 74/26, 75/26, 79/48, 80/47, 84/23, 85/26 i 86/54) z dotychczasowej gromady Świecino – ze zniesionej gminy Krokowa, wszystkie w tymże powiecie. 
13 listopada 1954 (z mocą obowiązującą od 1 października 1954) gromada weszła w skład nowo utworzonego powiatu puckiego w tymże województwie, gdzie ustalono dla niej 21 członków gromadzkiej rady narodowej.
Gromada przetrwała do końca 1972 roku, czyli do kolejnej reformy gminnej.